# Free Hand
Free Hand è il settimo album in studio del gruppo britannico di rock progressivo Gentle Giant, pubblicato nel 1975.
Il disco segnò il passaggio del gruppo alla Chrysalis, casa discografica per la quale pubblicarono fino al termine della loro carriera (1980).

## Tracce
Testi e musiche di Kerry Minnear, Derek Shulman e Ray Shulman.
Lato A
1. Just the Same – 5:34
2. On Reflection – 5:41
3. Free Hand – 6:14

Lato B
1. Time to Kill – 5:08
2. His Last Voyage – 6:27
3. Talybont – 2:43
4. Mobile – 5:05

### Formazione
- Gary Green – chitarra, flauto, percussioni, cori
- Kerry Minnear – tastiere, vibrafono, percussioni, violoncello, moog, voce, cori
- Derek Shulman – voce, sassofono contralto
- Ray Shulman – basso, violino, chitarra, percussioni, voce, cori
- John Weathers – batteria, percussioni, xilofono